# André-Gilles Bourassa
André-Gilles Bourassa (Montréal, 7 janvier 1936 - 9 février 2011) est un écrivain québécois.

## Biographie
Après des études classiques au Collège Sainte-Marie, André-Gilles Bourassa obtient un baccalauréat en philosophie du Collège de L'Immaculée-Conception (1961), puis une licence ès lettres classiques, un diplôme d'études supérieures et un doctorat en lettres françaises à l'Université de Montréal (1974). Il commence sa carrière de professeur en 1961, comme maître de rhétorique et responsable du théâtre au Collège Saint-Ignace. Par la suite, il est professeur de lettres, puis adjoint au directeur d'études au Collège Lionel-Groulx (1964), directeur d'études du Collège de Saint-Jérôme (1971) et professeur de lettres à l'Université d'Ottawa (1976). 
Devenu professeur à l'École supérieure de théâtre de l'UQAM en 1979, il enseigne la dramaturgie, l'histoire et l'esthétique théâtrales, dirige un projet d'édition critique des écrits de Paul-Émile Borduas et participe à la mise en place d'un programme de doctorat en Études et pratiques des arts. Il fit paraître, en collaboration avec Gilles Lapointe, Refus global et autres écrits, consacré au mouvement automatiste, de même qu'un essai consacré au peintre Ozias Leduc. Il avait annoté les éditions des œuvres de Claude Gauvreau, tout comme les œuvres complètes de Paul-Émile Borduas.  Retraité après 40 ans d'enseignement, André-Gilles Bourassa resta rattaché à l'UQAM en tant que professeur-associé, où il demeura toujours disponible pour diriger quelques maîtrises d'étudiants. Il a en outre dirigé l'Annuaire théâtral durant quelques années et créa le site Théâtrales, qui offre une collection de textes et d'hypertextes consacrés au théâtre et fut en nomination pour le premier Web d'or, en 1995 et le site Mascarène, offrant un groupe de discussion sur le théâtre ouvert à toute personne qui s'intéresse particulièrement aux arts de la scène, que ce soit à des fins d'étude, de recherche ou de création. Il participa entre autres au développement du Centre de Recherches Théâtrales (CERT) étant un centre de documentation, d'études et de recherches rattaché à l'École supérieure de théâtre de l'UQAM. 
Essayiste, analyste et critique, André-Gilles Bourassa est reconnu pour sa remarquable et généreuse érudition. Sa thèse, Surréalisme et littérature québécoise, se mérite en 1978 le prix France-Canada de même qu'une grande reconnaissance critique. Jacques Ferron indique alors qu' «André-G. Bourassa a sans doute raison de réduire le surréalisme à un état d'esprit qui peut marquer écrivain, peintre, musicien, sans être le monopole d'aucun d'eux». Surréalisme et littérature québécoise demeure à ce jour un des incontournables sur le sujet. Il avait tout récemment fait paraître une édition critique de l'œuvre théâtrale de Lomer M. Gouin et préparait depuis plusieurs années, jusqu'au moment de son décès, une histoire du théâtre au Québec, œuvre qui sera sans doute celle de sa vie, dont sept chapitres sont publiés dans L'Annuaire théâtral, le Bulletin d'histoire politique et la revue Éparts.
André Gilles Bourassa est décédé le 9 février 2011 à l'âge de 75 ans. Au cours de sa vie, il aura publié une multitude d'articles et d'ouvrages consacrés à ses champs d'expertise. Il n'avait de cesse d'explorer les différentes facettes de l'histoire du théâtre français au Québec.	
André-Gilles Bourassa compte parmi les premiers membres de l'Association québécoise des professeurs de français (AQPF), de l'Association pour la recherche théâtrale au Canada (ARTC), de la Société québécoise d'études théâtrales (SQET) et de l'Union des écrivaines et des écrivains québécois (UNEQ).

## Critique
- Lettres québécoises : la revue de l'actualité littéraire, direction de la rédaction sous Adrien Thério, Éditions Jumonville, 1976-1989;
  - Volume 1, numéro 1, mars 1976, p.10-12
  - Numéro 2, mai 1976, p.9-11
  - Numéro 3, septembre 1976, p. 8-10
  - Numéro 4, novembre 1976, p. 12-15
  - Numéro 5, février 1977, p. 11-13
  - Numéro 6, avril-mai 1977, p. 10-13
  - Numéro 7, août-septembre 1977, SPÉCIAL CLAUDE GAUVREAU, p. 12-23
  - Numéro 8, novembre 1977, p. 12-14
  - Numéro 9, février 1978, p. 11-14
  - Numéro 10, avril 1978, p. 12-15
  - Numéro 11, septembre 1978, p. 32-37
  - Numéro 12, novembre 1978, p. 11-14
  - Numéro 14, avril-mai 1979, p. 18-21
  - Numéro 15, août-septembre 1979, p. 22-24
  - Numéro 17, printemps 1980, p. 83-84
  - Numéro 18, été 1980, p. 30-32
  - Numéro 19, automne 1980, p. 36-38
  - Numéro 20, hiver 1980-1981, p. 31-33...

## Lauréat
- Prix Québec-Paris (1978), Surréalisme et littérature québécoise
- Prix France-Canada (1978)

## Honneurs
- Professeur à l'École supérieure de théâtre de l'UQAM en 1979, il s'est vu décerner le titre de professeur émérite en 2008.